# 無敵機器人 托萊達G7
《無敵機器人 托萊達G7》（日语：無敵ロボ トライダーG7）是1980年2月2日到1981年1月24日由名古屋電視台制作局与朝日電視系列播放共50話由日昇制作的机器人动画。

## 故事介绍
在離地球數光年遠的格巴魯星。格巴魯星人样子和地球人很像但都是机器人，他們自称机器帝國，企圖征服全宇宙。机器帝國的一位科學家納巴朗因反對征服全宇宙而逃跑，後來他的太空船故障到了地球，他在地球被竹尾 道太郎所救，納巴朗為了感谢就把自己設計的机器人托萊達G7送給道太郎。道太郎利用托萊達G7，開辦了竹尾通用公司，但他却意外身亡，公司的新社長变成其兒子羽太的身上。他為了竹尾通用公司的收益而日夜奮鬥。